# Resident Evil: Deadly Silence
Resident Evil: Deadly Silence es un videojuego de terror para la Nintendo DS desarrollado por Capcom. Se trata de un reedición del primer Resident Evil, publicado para la consola PlayStation en 1996 , Sega Saturn y PC en 1997. El subtítulo Deadly Silence está basado en las iniciales "DS" de la consola.
El juego aprovecha las capacidades de la Nintendo DS tales como la pantalla táctil, el procesador más potente, lo que rediseña los gráficos y las texturas son aún más coloridas y nítidas, y también el micrófono. El tener la pantalla táctil trae muchas novedades a la serie, como el poder manipular el cuchillo gracias al lápiz táctil, protegerse de las embestidas de los Cerberus o usar la pantalla táctil para quitarse a un zombi de encima. Otra novedad que incluye el juego es la existencia de una función que permite una recarga más rápida del arma equipada, así como la presencia permanente del cuchillo, para usarlo en cualquier momento. Finalmente, el micrófono de Nintendo DS puede ser usado para resolver ciertos acertijos, así como para sanar a nuestro personaje sólo con soplar en su dirección.
Otra novedad es el modo Renacimiento (Rebirth en inglés). Este modo aprovecha las ventajas de la Nintendo DS y hay finales alternativos en la trama de la historia. También se puede elegir el modo Clásico, que es básicamente el juego de PlayStation adaptado a la portátil de Nintendo.
El juego fue lanzado en Japón el 19 de enero de 2006 vendiendo 20.380 unidades en su primera semana a la venta. En Estados Unidos el juego fue publicado el 2 de febrero y en el mercado europeo el 31 de marzo.

## Multijugador
Resident Evil: Deadly Silence, al igual que muchos otros juegos de Nintendo DS, aprovechó las capacidades Wi-Fi de la videoconsola. El modo multijugador nos ofrece una gran cantidad de posibilidades y en él pueden participar de dos a cuatro jugadores en dos modos de juego distintos:
- Modo Versus: Los jugadores compiten por tener la máxima puntuación matando el mayor número de enemigos posible y tratando de escapar lo más rápido posible.
- Modo Cooperativo: Trabajo en equipo con los otros jugadores para tratar de resolver los enigmas, recolectar nuevos objetos e intentar salir de la mansión.

El modo multijugador se desarrolla en una mansión creada especialmente para el juego.